# كيسوكي أويوما
كيسوكي أويوما (باليابانية: 大山 啓輔) (مواليد 7 مايو 1995)، هو لاعب كرة قدم ياباني سابق كان يلعب كلاعب وسط.

## وصلات خارجية
- كيسوكي أويوما على موقع رابطة كرة القدم اليابانية للمحترفين (اليابانية)
- كيسوكي أويوما على موقع قاعدة بيانات كرة القدم.إي يو (الإنجليزية)
- كيسوكي أويوما على موقع Soccerway.com (الإنجليزية)
- كيسوكي أويوما على موقع عالم كرة القدم.نت (الإنجليزية)
- كيسوكي أويوما على موقع كووورة